# Захаров Олексій Васильович
Олексій Васильович Захаров (рос. Захаров Алексей Васильевич) (1913—1995) — радянський дипломат. Надзвичайний і Повноважний посол СССР. Надзвичайний і повноважний посол СРСР в Фінляндії (1959-1965). Надзвичайний і повноважний посол СРСР в Уганді (1972-1976).

## Біографія
Народився в 1913 році. Член ВКП (б). Закінчив Московський інститут народного господарства (1939).
У 1951—1953 рр. — Заступник міністра зовнішньої торгівлі СРСР.
У 1953—1954 рр. — Постійний представник СРСР в РЕВ.
У 1954—1956 рр. — Заступник представника СРСР в Раді економічної взаємодопомоги (РЕВ).
У 1956—1959 рр. — Заступник міністра закордонних справ СРСР.
З 4 лютого 1959 по 23 січня 1965 рр. — Надзвичайний і повноважний посол СРСР в Фінляндії.
У 1965—1967 рр. — Завідувач відділом Скандинавських Країн МЗС СРСР.
У 1967—1971 рр. — Заступник Постійного представника СРСР в ООН.
З 29 березня 1972 по 16 листопада 1976 рр. — Надзвичайний і повноважний посол СРСР в Уганді.
У 1976—1983 рр. — Співробітник центрального апарату МЗС СРСР.